# Giao hưởng số 1 (Elgar)
Giao hưởng số 1, cung La giáng trưởng, Op. 55 là bản giao hưởng đầu tiên của nhà soạn nhạc người Anh Edward Elgar. Tác phẩm được trình diễn lần đầu tiên bởi Dàn nhạc Hallé, dưới sự chỉ huy của Hans Richter, tại thành phố Manchester, Anh vào ngày 3 tháng 12 năm 1908. Tác phẩm đã có gần 100 buổi biểu diễn ngay trong năm ấy. 